# Kayea macrophylla
Kayea macrophylla là một loài thực vật có hoa thuộc họ Clusiaceae.
Loài này có ở Indonesia và Papua New Guinea.